# De Domp
De Domp is een woonwijk binnen de stad Sneek in de Nederlandse provincie Friesland. De wijk telt 2.360 inwoners (2023) en heeft een oppervlakte van 119 hectare, waarvan 8 hectare water.

## Ligging en bereikbaarheid
De wijk grenst in het noorden aan de wijk Oudvaart, in het oosten aan de Stadsrondweg Oost, in het zuiden aan het Sperkhem en het Industrieterrein Houkesloot, en in het westen aan de wijken Het Eiland en de Stadsfenne.
De grootste verkeersader van de wijk is de Groenedijk die de noordelijke grensweg vormt. Waterwegen in de wijk zijn de Oudvaart, die de oostelijke grens vormt en de Houkesloot (de zuidelijke grens). In het uiterste zuidoosten van de wijk ligt het Houkesloot Aquaduct.

## Historie en bebouwing
De Domp dankt haar naam aan de waterkering (sluis) op het punt waar de Oudvaart en de Groenedijk elkaar kruisen. Domp betekent in het Oudfries dam met duiker. De Domp I is rond 1970 gebouwd.
De in de wijk gelegen Jachthaven de Domp is op dezelfde wijze vernoemd; deze is nog altijd geopend. Tot 1950 stond ook Watermolen de Domp nabij de Groenedijk. Een van de nog herkenbare gebouwen uit deze tijden is de boerderij De Domp, nabij de waterkering. De Domp is in de periode rond 2010 flink uitgebreid ten noorden van de Groenedijk (achter de boerderij); dit gebied wordt Oudvaart genoemd.
In de wijk een wijkvereniging actief, genaamd Wijkvereniging De Domp. De vereniging beheert het wijkgebouw De 4 Wijken.

### Straatnaamverklaring
De meeste straten in De Domp zijn genoemd naar bekende wateren in de omgeving van Sneek; Gossepalen, de Hoppen, Horseweg, Kolmeer, Kruiswater, de Leijen, Statenbocht en Zoutepoel. De Gravinneweg is genoemd naar een zandrug die o.a. door het Sneekermeer loopt. De Groenedijk is een oude hemdijk, met gras begroeid. Deze diende ter bescherming van Rauwerderhem.

### Bezienswaardigheden
In de wijk bevinden zich geen rijksmonumenten. Bezienswaardig zijn:
- De sluis aan de Groene Dijk
- Het Houkesloot Aquaduct

## Voorzieningen
Onder meer de volgende voorzieningen bevinden zich in de wijk:
- Jachthaven De Domp
- Wijkgebouw De 4 Wijken

Wijken:
Binnenstad ·
Bomenbuurt ·
De Domp ·
De Loten ·
Duinterpen ·
Harinxmaland ·
Hemdijk ·
Het Eiland ·
De Hemmen ·
Houkesloot ·
It Ges ·
Lemmerweg-Oost ·
Lemmerweg-West ·
Leeuwarderweg ·
Noorderhoek I ·
Noorderhoek II ·
Noordoosthoek ·
Oudvaart ·
Pasveer ·
Poort van Sneek ·
Sperkhem ·
Stadsfenne ·
Stationsbuurt ·
Tinga ·
Zwetteplan
Buurten:
Malta ·
Spitaal ·
Tuindorp